# 渡辺和己
渡辺 和己（わたなべ かずみ、1935年12月25日 - 2022年4月21日、正字体：渡邊和己）は、日本の元陸上競技選手。現役時代の専門は長距離走。1960年ローマオリンピックおよび1964年東京オリンピックに日本代表選手として出場した。

## 来歴
中央大学時代は、東京箱根間往復大学駅伝競走に2年生の1956年から4年生の1958年まで出場し、1956年は総合優勝メンバーとなっている（走った区間は2年生から順に1区・8区・10区）。
大学卒業後は九州電気工事（現・九電工）に所属し、1959年の第9回別府大分毎日マラソンでは大会新記録で優勝した。
ローマオリンピックのマラソン代表選手となり出場したが、32位に終わる。
寺沢徹が世界最高記録を樹立した1963年の第12回別府大分毎日マラソンでは、寺沢に次ぐ2位でそれまでの日本最高記録を上回った。
東京オリンピックに際しては、最終選考会となった4月12日の日本選手権マラソンに出場するも、代表選考対象の3位以内には入れなかった。その後、10000mの代表に選ばれて、出場した。
現役引退後は九電工の監督を務めた。
2022年4月21日、がんのため死去。86歳没。